# Mark Alarie
Mark Steven Alarie (Phoenix, 11 dicembre 1963) è un ex cestista statunitense, professionista nella NBA.

## Carriera
È stato selezionato dai Denver Nuggets al primo giro del Draft NBA 1986 (18ª scelta assoluta).